# 李军 (1963年)
李军（1963年9月—），男，湖北公安人，中国人民解放军中将，战略学博士学位。

## 生平
李军是湖北公安斑竹垱镇人。战略学博士学位，曾任第二炮兵第五十二基地参谋长。2010年，授少将军衔。2014年2月，任第二炮兵第五十一基地司令员。2015年9月3日大阅兵时，担任常规导弹第二方队领队，展示东风-21中程弹道导弹。 2015年12月，任火箭军第五十六基地（96351部队）司令员。2017年，升任火箭军参谋长。2018年2月24日，当选为第十三届全国人大代表。2019年6月，晋升中将军衔。2020年4月，改任火箭军副司令员。2020年12月，转任中央军事委员会联合参谋部副参谋长。
2022年10月，调入中央军委联合作战指挥中心任职。